# Wólka Szelężna
Wólka Szelężna dawniej też Szelążna Wólka lub Sycyńska Wólka – wieś w Polsce położona w województwie mazowieckim, w powiecie zwoleńskim, w gminie Zwoleń. Ma status sołectwa.
W skład sołectwa Wólka Szelężna wchodzi także Bożenczyzna.
W latach 1975–1998 miejscowość administracyjnie należała do województwa radomskiego.
Wierni Kościoła rzymskokatolickiego należą do parafii Zesłania Ducha Świętego w Zwoleniu.